# Nový Dvůr (Bochov)
Nový Dvůr (deutsch Neuhof) ist eine Wüstung auf dem Gebiet der Stadt Bochov in Tschechien. Das erloschene Dorf liegt zwei Kilometer östlich von Bochov und gehört zum Okres Karlovy Vary.

## Geographie
Nový Dvůr befindet sich in der Žluticka vrchovina (Luditzer Bergland) an einem rechten Zufluss zum Bach Ratibořský potok (Schinkenbach). Nördlich der Dorfstelle liegt der Teich Nový Dvůr, nordwestlich das Naturdenkmal Toto-Karo mit den Teichen Havlisův rybník, Velká Žabka, Malá Žabka. Der südwestlich am Bach Jesínecký potok gelegene Teich Obecní údrčský rybník ist trockengelegt und verbuscht, der darunter befindliche Velký údrčský rybník ist zusammen mit den umliegenden Feuchtwiesen als Naturdenkmal Za Údrčí unter Schutz gestellt. Im Norden erheben sich der Na Kupě (711 m n.m.) und der Nad Sklepem (651 m n.m.),  südlich die Pastviny (677 m n.m.), im Westen der Zámecký vrch (733 m n.m.) mit der Burgruine Hartenštejn und der Šibeničník (Galgenberg; 692 m n.m.). Gegen Süden verläuft die Staatsstraße I/6 zwischen Bochov und Lubenec.
Nachbarorte waren Horní Valov (Ober Wohlau) und Těšetice (Teschetitz) im Norden, Romes, Tis u Luk (Tiß bei Luck) und Hřivínov (Mokowitz) im Nordosten, Záhoří (Serles) im Osten, Herstošice (Herscheditz) und Zlatá Hvězda (Stern) im Südosten, Údrč (Udritsch) im Süden, Teleč (Teltsch) und Dlouhá Ves (Langendorf) om Südwesten, Bochov im Westen sowie Horní Tašovice (Taschwitz) und Bražec (Bergles) im Nordwesten.

## Geschichte
An der Stelle des Dorfes befand sich der herrschaftliche Meierhof Neuhof. Nach der Schlacht am Weißen Berg wurden die dem verstorbenen Leonhard Colonna von Fels, einem der Anführer des Ständeaufstandes, gehörigen Güter Engelsburg, Schönau, Hartenstein und Buchau am 4. April 1621 durch eine kaiserliche Vollstreckungskommission konfisziert. Dabei wurden beim Schloss Hartenstein und der Stadt Buchau auch zwei Meierhöfe – der Steinhof und der Neuhof – mit zwei Schäfereien aufgeführt. Hermann Czernin von Chudenitz, der diese Güter 1622 zusammen mit dem Gut Svinov für 97.922 Meißner Schock bzw. 114.324 Rheinische Gulden erworben und dem Kaiser dafür die Herrschaft Žleby abtrat, vereinigte die Güter 1623 zur Herrschaft Gießhübel. Am 24. Januar 1643 wurde der Hof von Teilen des kaiserlichen Regiments Montecuccoli besetzt, die auf dem Hof einen Bauern aus Teschetitz erschossen.
Zum Ende des 18. Jahrhunderts wurde der Neuhof emphyteutisiert und auf seinen Fluren ein Dorf gegründet. In einem Seelenverzeichnis der Pfarrei Buchau von 1797 sind für Neuhof 90 Bewohner genannt. 1829 trat Johann Anton Hladik die Herrschaft Gießhübel gemeinschaftlich seiner Tochter Antonia und dem Schwiegersohn Wilhelm von Neuberg ab.
Im Jahre 1845 bestand das im Elbogener Kreis an der Straße gelegene Dominikaldorf Neuhof aus 16 Häusern mit 101 deutschsprachigen Einwohnern. Pfarrort war Buchau. Bis zur Mitte des 19. Jahrhunderts blieb Neuhof der Herrschaft Gießhübel untertänig.
Nach der Aufhebung der Patrimonialherrschaften bildete Neuhof / Nový Dvůr ab 1850 einen Ortsteil der Gemeinde Teschetitz im Gerichtsbezirk Buchau. Ab 1868 gehörte Neuhof zum Bezirk Luditz. Im Jahre 1869 bestand das Dorf aus 14 Häusern und hatte 90 Einwohner. Die Kinder besuchten die Schule in Udritsch. In den Jahren 1882–1885 kam es in Neuhof zu mehreren Bränden, bei denen die Häuser Nr. 9, 10, 11 und 14 bis auf die Grundmauern niederbrannten. Die Wiener Familie Weidner stiftete daraufhin 1886 den Bau der Kapelle Mariahilf. Im Jahre 1900 hatte Neuhof 100 Einwohner, 1910 waren es 68.
Nach dem Ersten Weltkrieg zerfiel der Vielvölkerstaat Österreich-Ungarn, das Dorf wurde 1918 Teil der neu gebildeten Tschechoslowakischen Republik. Beim Zensus von 1921 lebten in den 13 Häusern von Neuhof 67 Deutsche. 1930 lebten in den 14 Häusern von Neuhof 73 Personen.
Nach dem Münchner Abkommen wurde Neuhof im Oktober 1938 dem Deutschen Reich zugeschlagen und gehörte bis 1945 zum Landkreis Luditz. Nach dem Ende des Zweiten Weltkrieges kam Nový Dvůr zur wiedererrichteten Tschechoslowakei zurück. Nach der Aussiedlung der deutschen Bewohner wurde Nový Dvůr nur schwach wiederbesiedelt. Im Zuge der Gebietsreform von 1948 wurde der Okres Žlutice aufgelöst und das Dorf zum 1. Februar 1949 dem Okres Toužim zugeordnet. Im Jahre 1950 lebten in den zwölf Häusern von Nový Dvůr nur noch 17 Personen.
Bei der Gebietsreform von 1960 wurde Nový Dvůr in den Okres Karlovy Vary eingegliedert. Seit dem Zensus von 1961 gilt Nový Dvůr als unbewohnt. Die leerstehenden Häuser und die Kapelle wurden sukzessive abgerissen. 1964 wurde Nový Dvůr zusammen mit Těšetice nach Bochov eingemeindet. Heute besteht Nový Dvůr aus drei Häusern.

## Ortsgliederung
Die Wüstung Nový Dvůr gehört zum Ortsteil Těšetice und ist Teil des Katastralbezirkes Těšetice u Bochova.

## Ehemalige Denkmale
- Kapelle Mariahilf, sie wurde 1896 nach mehreren Bränden, bei denen vier Häuser vollständig zerstört wurden, auf dem Dorfplatz von Neuhof errichtet. Finanziert wurde der Bau durch eine stattliche Spende der Familie Weidner aus Wien. Die Kapelle unterstand der Pfarrei Erzengel Michael in Buchau. Nach der Vertreibung der Deutschen wurde die Kapelle nicht mehr unterhalten, ausgeplündert und verfiel. Nach 1964 erfolgte der Abriss.[5]